# Distrito de Teplice
El distrito de Teplice es uno de los siete distritos que forman la región de Ústí nad Labem, República Checa, con una población estimada a principio del año 2018 de 128 387 habitantes. 
Se encuentra ubicado al noroeste del país, al noroeste de Praga, cerca de la frontera con Alemania. Su capital es la ciudad de Teplice.

## Localidades (población año 2018)
- Bílina 17 203
- Bořislav 379
- Bystřany 1896
- Bžany 891
- Dubí 7914
- Duchcov 8398
- Háj u Duchcova 1208
- Hostomice 1252
- Hrob 1991
- Hrobčice 1393
- Jeníkov 836
- Kladruby 362
- Košťany 3147
- Kostomlat 12 697
- Lahošť 649
- Ledvice 541
- Lukov 122
- Měrunice 301
- Mikulov 242
- Modlany 1060
- Moldava 176
- Novosedlice 2134
- Ohníč 727
- Osek 4754
- Proboštov 2684
- Rtyně nad Bílinou 789
- Srbice 397
- Světec 1051
- Teplice 49 563
- Újezdeček 893
- Zabrušany 1149
- Žalany 514
- Žim 181